# Сибирчи
 Сибирчи  — деревня в Апастовском районе Татарстана. Входит в состав Верхнеиндырчинского сельского поселения.

## География
Находится в западной части Татарстана на расстоянии приблизительно 10 км на север-северо-запад по прямой от районного центра поселка Апастово у речки Бия.

## История
Основана во второй половине XVII века. В начале XX века имелась Михайло-Архангельская церковь и земская школа.

## Население
Постоянных жителей было в 1782 году- 153 души мужского пола, в 1859—554 жителя, в 1897—798, в 1908—986, в 1920—717, в 1926—578, в 1938—304, в 1949—216, в 1958—100, в 1970 — 47, в 1979 — 37, в 1989 — 25. Постоянное население составляло 25 человек (русские 72 %) в 2002 году, 15 в 2010.